# Скелетная революция
Скелетная эволюция (в англоязычных источниках «skeletal evolution», в переводе с англ. — «скелетная эволюция») — этап в развитии органического мира, когда в эволюционно короткий период множество генетически далёких организмов приобрели минеральный скелет. Происходит это около 570 миллионов лет назад и на геохронологической шкале кладёт начало кембрию.
Скелетами обзаводятся простейшие (радиолярии и фораминиферы), губки, моллюски, плеченогие, кораллы, трилобиты, а также известковые водоросли.
Это приводит, среди прочего, к тому, что в геологической летописи Земли появляется большое количество ископаемых остатков организмов.
А самим организмам обладание скелетами позволило вырастать до больших размеров и при этом активно перемещаться, а в перспективе и предопределило их выход на сушу.
Предпосылкой стало накопление свободного кислорода в воде, что позволило организмам активно развиваться, а непосредственной причиной — необходимость в защите от хищников.